# Holopelus bufoninus
Holopelus bufoninus là một loài nhện trong họ Thomisidae.
Loài này thuộc chi Holopelus. Holopelus bufoninus được Eugène Simon miêu tả năm 1886.